# Иван Попов (генерал-лейтенант)
Вижте пояснителната страница за други личности с името Иван Попов.
Иван Константинов Попов е български офицер, генерал-лейтенант от артилерията, взводен командир в 49-и пехотен полк през Първата световна война (1915 – 1918), офицер от Щаба на войската, командир на 1-ви корпус и офицер от Пехотната инспекция през Втората световна война (1941 – 1945).

## Биография
Иван Попов е роден на 2 юли 1896 година в пазарджишкото село Сестримо. През 1916 година завършва Военното на Негово Величество училище в София и на 5 октомври е произведен в чин подпоручик. Взема участие в Първата световна война (1915 – 1918) като взводен командир в 49-и пехотен полк, за която служба „за отличия и заслуги през втория период на войната“ съгласно заповед № 355 от 1921 г. е награден с Военен орден „За храброст“, IV степен, 2 клас и „за отличия и заслуги през третия период на войната“ съгласно заповед № 464 от 1921 г. е награден с Военен орден „За храброст“, IV степен, 1 клас. Ранен е тежко в битката при Яребична на 30 май 1918 година. Пленен и прекарва времето докрая на войната в плен в Гърция. Успява да избяга от лагера през септември 1919 година.
След войната на 18 ноември 1919 г. е произведен в чин поручик. Служи в 9-а пионерна дружина. На 30 януари 1923 г. е произведен в чин капитан, a ot 1926 г. служи в 8-а жандармерийска дружина. От 1925 до 1926 година учи във Франция, а през 1928 година завършва Свободния университет в София (сега УНСС). От 1928 г. е към Щаба на армията, а през 1929 г. е помощник-началник на Хасковското военно окръжие. През 1930 г. е назначен на служба във Военната акадмия Завършва академията през 1932 г. и през същата година е назначен за командир на специална батарея в 3-ти армейски артилерийски полк. През 1933 г. е произведен в чин майор и същата година е назначен за командир на отделение от 4-ти артилерийски полк.
През 1933 г. майор Попов е назначен за завеждащ подофицерския отдел в Пехотната школа, от следващата година е началник на секция в Щаба на армията, от 1935 г. е командир на отделение от 2-ри дивизионен артилерийски полк, а по-късно същата година е назначен за инспектор на класовете във Военната академия От 1936 г. е помощник-командир на 4-ти армейски артилерийски полк, командирован в Германия. На 6 май същата година е произведен в чин подполковник. През 1936 – 1937 година завършва генералщабната академия в Берлин.
В началото на 1938 г. подполковник Иван Попов е назначен за временен началник на Оперативното отделение в Щаба на войската, а от 1940 г. е началник на Военната академия През 1940 година е част от делегацията, участваща във връщането на Южна Добруджа в рамките на България. На 6 май същата година е произведен в чин полковник.
По време на участието на България във Втората световна война (1941 – 1945) от 1941 г. полковник Попов служи първоначално към Щаба на войската, а от 1944 г. е помощник-началник на Щаба на войската. На 6 май 1944 е произведен в чин генерал-майор. На 14 септември 1944 година с МЗ № 123 е назначен за командир на 1-ви корпус до 23 септември същата година. По-късно служи към Пехотната инспекция. На 15 декември 1944 година е уволнен.
От 1946 година е началник на Военноисторическия отдел при щаба на войската. През август 1946 е арестуван и подложен на мъчения под ръководството на Петър Вранчев, губи разсъдъка си. На 21 май 1947 година е осъден по процеса срещу организацията „Неутрален офицер“ на 15 години затвор като неин ръководител. На 25 август 1956 е освободен от затвора. Умира на 24 август 1982 година. През 1990 година е реабилитиран, а през 1992 година посмъртно е повишен в звание „генерал-лейтенант“. Пише книга, озаглавена „Дейността на българското главно командване през Втората световна война“.
Генерал-лейтенант Иван Попов е женен и има 2 деца.

## Военни звания
- Подпоручик (5 октомври 1916)
- Поручик (18 ноември 1919)
- Капитан (30 януари 1923)
- Майор (1933)
- Подполковник (6 май 1936)
- Полковник (6 май 1940)
- Генерал-майор (6 май 1944)
- Генерал-лейтенант (1992)

## Награди
- Военен орден „За храброст“, IV степен, 2 клас (1921)
- Военен орден „За храброст“, IV степен, 1 клас (1921)

## Образование
- Военното на Негово Величество училище (до 1916)
- Военна академия (до 1932)